# Finsteraarhorn
El Finsteraarhorn  és una muntanya de 4.274 metres que es troba entre els cantons de Berna i del Valais a Suïssa.
És el cim més alt dels Alps que està ubicat fora de la cadena principal, i el cim més alt del cantó de Berna. I és el tercer pic més prominent de la serralada alpina.